# مجموعه ورزشی مجیت اوزجان
مجموعه ورزشی مجیت اوزجان (انگلیسی: Macit Özcan Sports Complex) یک مجموعه ورزشی چندمنظوره در شهر مرسین، ترکیه است.
این مجموعه ورزشی که ۷۶٬۰۰۰ مترمربع مساحت دارد شامل سه زمین فوتبال، سه زمین تنیس، سه زمین بسکتبال و یک استخر در اندازه المپیک و دو استخر کوچکتر است. همچنین مرکز ایروبیک و سالن بدنسازی برای بازدیدکنندگان علاوه بر هتل، رستوران و سالن کنفرانس در مجموعه وجود دارد.